# كاولو
کاولو (بالإنجليزية: Kaulu)‏ رب مخادع بولينيزي. يُعرف كاولو بأنه قوي وقوي للغاية، جسديًا وسحريًا على حد سواء، وكان لديه العديد من المغامرات في أساطير هاواي.